# Алиано
Алиа̀но (на италиански: Aliano) е село и община в Южна Италия, провинция Матера, регион Базиликата. Разположено е на 498 m надморска височина. Населението на общината е 1065 души (към 2012 г.).